# Lista dos livros mais caros do mundo
Esta é uma lista de livros e manuscritos vendidos por preços cujos valores são, até agora, os mais altos do mundo:
| Preço de venda (em milhões) | Título                                                                           | Autor(es)                                   | Ano            | Data da venda | Imagem | Fontes |
| --------------------------- | -------------------------------------------------------------------------------- | ------------------------------------------- | -------------- | ------------- | ------ | ------ |
| $30,8                       | Codex Leicester Cópia original e única do livro de anotações de Leonardo         | Leonardo da Vinci                           | Década de 1500 | 1994          |        | [ 2 ]  |
| $11,7                       | Evangelhos de Henrique, o Leão Cópia original e única                            | Ordem Beneditina                            | 1175           | 1983          |        | [ 3 ]  |
| $10,3                       | As Aves da América Uma das 119 cópias completas que se confirma a existência     | John James Audubon                          | 1827–1838      | 2010          |        | [ 4 ]  |
| $7,0                        | Os Contos de Canterbury                                                          | Geoffrey Chaucer                            | 1478           | 1998          |        | [ 5 ]  |
| $5,6                        | First Folio                                                                      | William Shakespeare                         | 1623           | 2001          |        | [ 6 ]  |
| $5,0                        | Les Liliacées                                                                    | Pierre-Joseph Redouté                       | 1802           | 1985          |        |        |
| $4,9                        | Bíblia de Gutenberg                                                              | –                                           | 1450–1455      | 1987          |        | [ 5 ]  |
| $3,5                        | Geographia Cosmographia                                                          | Ptolomeu                                    | 1462           | 2006          |        |        |
| $2,4                        | Doria Atlas                                                                      | –                                           | 1600s          | 2005          |        |        |
| $2,3                        | O Livro de Urizen                                                                | William Blake                               | 1795           | 1999          |        |        |
| $2,2                        | Biblia pauperum                                                                  | –                                           | 1460–1470      | 1987          |        |        |
| $2,2                        | Declaração da Independência dos Estados Unidos Documento original com assinatura | –                                           | 1776           | 1991          |        |        |
| $1,9                        | De revolutionibus orbium coelestium                                              | Nicolau Copérnico                           | 1543           | 1998          |        |        |
| $1,8                        | Complete Folio of Birds                                                          | John Gould                                  | 1800s          | 1998          |        |        |
| $1,5                        | Don Quixote                                                                      | Miguel de Cervantes                         | 1605–1615      | 1989          |        |        |
| $1,5                        | De humani corporis fabrica                                                       | Andreas Vesalius                            | 1543           | 1998          |        |        |
| $1,4                        | Alice no País das Maravilhas                                                     | Lewis Carroll                               | 1865           | 1998          |        |        |
| $1,3                        | O Federalista                                                                    | Alexander Hamilton, John Jay, James Madison | 1788           | 1990          |        |        |